# 人類動物園

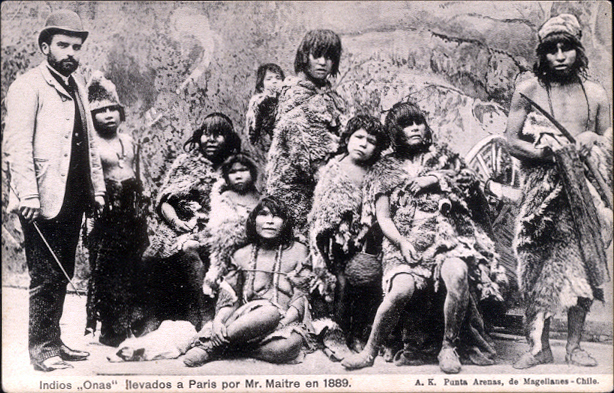
1889 年，领班将火地岛（阿根廷巴塔哥尼亚）的原住民带到巴黎。

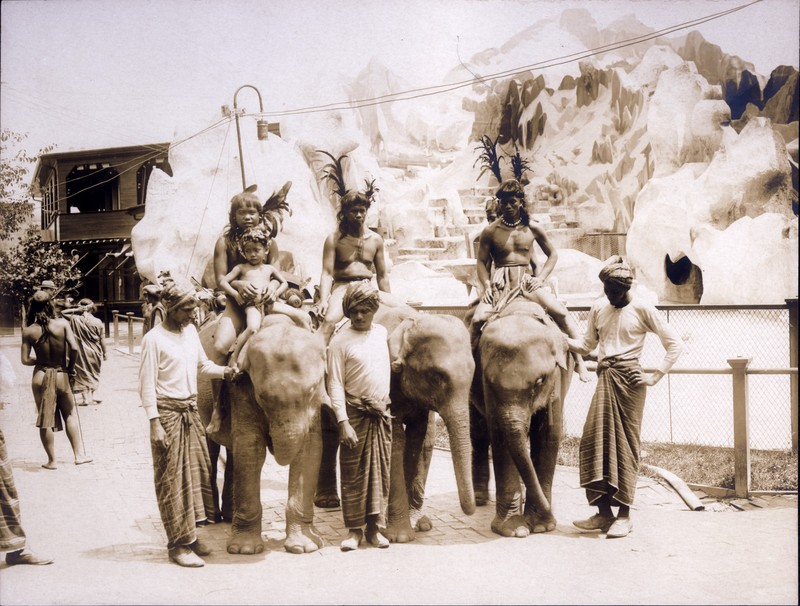
圣路易斯世界博览会期间在人类动物园展出的伊哥洛特人

人类动物园，又称民族学博览会，是殖民者将虏获的民族个人或群体当作展品进行公开展示的行为，盛行于19世纪至20世纪中期。这些“展品”通常身着丑化的本族服饰，处于所谓的“自然”或“原始”状态下展示。 展方则往往通过强调“展品”在文化和基因上的落后及劣根性以显示出白色人种和西方社会的优越性，进而间接正当化白人国家的殖民统治。在其存在的历史中，此类展览因其丑化、贬低和“非人化”有色人种和落后国家民族的性质而引起争议。
历史上，“人类动物园”最初是作为马戏团和“怪胎秀”表演的一部分，通过类似于漫画的滑稽表现方式来刻意夸大被展示民族与西方的差别以显现出所谓的“异国情调”。其后，将“劣等人类”作为展品这一思路逐渐发展成为独立的展出模式，并开始强调展品较之西方文明的劣根性，并以此为论点给西方的入侵征服提供了进一步的理由。 此后，这类展出更进一步地出现在多个世界博览会上，然后逐渐形成动物园式的“人类动物园”。

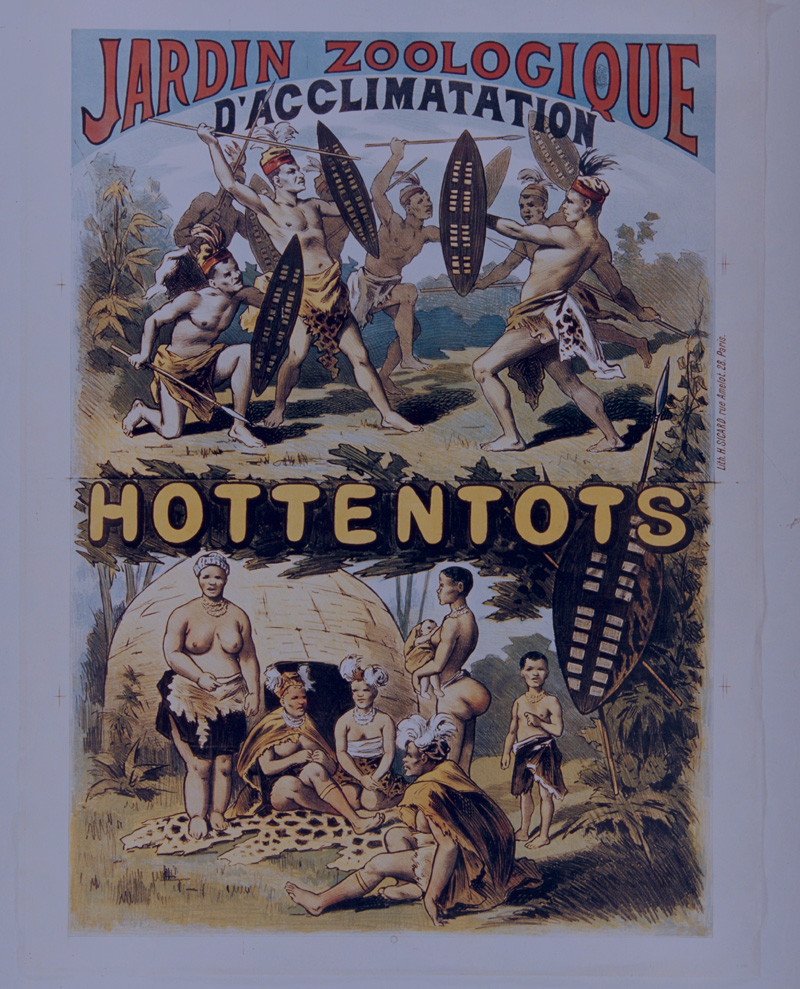
巴黎人类学展览海报，制于1870年

一类反霸权主义的观点则将整个“西方统治下的世界”描绘成一个巨大的人类动物园，而白人身为“优等人种”可以在其中充当“动物园管理员”的角色——低等人类和非人类居民的管理者。 